# Félix Orsières
Jean-Martin-Félix Orsières dit Félix Orsières (Chambave le 8 janvier 1803 – Turin, le 30 mars 1870)  Chanoine de la Cathédrale d'Aoste, membre de l'Institut historique de France, auteur du premier livre imprimé sur l'histoire de la Vallée d'Aoste, il est à juste titre considéré comme le principal représentant du catholicisme libéral dans cette région  ce qui lui vaudra d'être surnommé ironiquement par ses détracteurs le  « petit Gioberti de la Vallée d'Aoste ».

## Biographie

### Origine
Félix Orsières est originaire du hameau de Margnier à Chambave où son père Pierre-Vincent de Jean-Pierre, riche boulanger, est un notable qui exerce les fonctions de syndic pendant la période ou la Vallée d'Aoste est intégrée dans  l'Empire Français. Le jeune garçon a sans doute entendu les récits du traitement infligé aux jacobins locaux par les paysans catholiques lors des « émeutes des Socques » Il fait ses études au Collège Saint-Bénin d'Aoste quant à l'âge d'à peine 18 ans il participe en 1821 avec le futur député Jean-Laurent Martinet aux manifestations favorables au mouvement insurrectionnel de Turin qui sont dispersées par la troupe. Il décide ensuite de devenir prêtre et il est ordonné le 31 mars 1827. vicaire à Châtillon d'avril 1827 à 1829 il intègre le chapitre de chanoines de la Cathédrale d'Aoste le 26 septembre 1829. La fortune de ses parents lui permet toutefois de poursuivre ses études à Turin où il obtient un Doctorat en droit et devient avocat en 1840. Revenu à Aoste il participe comme rédacteur à la création le 15 janvier 1841 de la « Feuille d'Annonces d'Aoste », premier journal de la région. Félix Orsières prend immédiatement conscience de l'importance de l'événement et des possibilités qu'offre la presse pour promouvoir et améliorer l'agriculture, l'industrie et le commerce et aborder les problèmes sociaux et religieux.

### Première publications
En 1839 il publie son «  Historique du Pays d'Aoste  » qui marque une renaissance de l'historiographie locale après une période de stagnation. Cette œuvre est suivie en 1841 par « Coup d'œil historique sur le Pays d'Aoste » suivi d'une « Théorie des Améliorations à introduire en cette province  ». Il s'agit de la première histoire écrite et imprimée de la Vallée d'Aoste et de la première proposition globale de réforme administrative de la vallée. Le chanoine considérait que le moment était venu où « les lumières de la civilisation moderne devaient triompher des erreurs créées par un esprit mercenaire et accrédités par l'ignorance  ». Il imputait à l'isolement séculaire de la Vallée d'Aoste un retard physique et moral des valdôtains. L'hygiène et de l'éducation de la jeunesse devaient être les pierres angulaires du projet de rénovation qu'il proposait. L'ouverture d'une route carrossable vers Col du Petit-Saint-Bernard devait en outre permettre à la Vallée d'Aoste de saisir les opportunités commerciales offertes par son emplacement géographique et de devenir une plaque tournante économique entre la France, la Suisse, la Savoie et le Piémont. Cette évolution permettrait aussi de développer les ressources comme celle des vers à soie et pour empêcher la destruction totale des forêts, de remplacer le bois par le charbon . 
Pour faire face aux idées progressistes de la « Feuille d'Annonces d'Aoste », en mars 1849, à l'initiative de l'évêque d'Aoste André Jourdain, fortement appuyé par son vicaire général Jacques-Joseph Jans, parait « L'Indépendant », qui développe les idées réactionnaires de la Curie romaine alors que l'élection en 1846, du pape Pie IX, qui avait initialement montrer une certaine attention envers les idées libérales et progressistes, incitait Félix Orsières et d'autres libéraux à y voir l'imminence d'un renouveau social. 
Outre ses séjours à Turin Félix visite plusieurs villes italiennes parmi lesquelles Gènes, Florence, Sienne, Bologne, Ancone et bien sur Rome, om il avait fait la connaissance du Pie IX. Il est à Londres en 1844, et de nouveau en 1847 et en 1851, à l'époque de l'Exposition Universelle. Quand en mars 1848  le mouvement révolutionnaire conduit la roi Charles-Albert de Sardaigne à accorder le Statut, Félix Orsières y voit le début d'un avenir prometteur pour les États sardes et l'acceptation d'une Constitution pour l'État et l'Église par le souverain Pontife fait écrire à Félix Orsières que « L'immortel Pie IX...fera comprendre que l'église, loin d'être ennemie de la liberté, en est au contraire son plus puissant appui, que, loin de redouter les progrès, elle les désire, les accueille et les provoque ». En 1849, il est nommé président par intérim du Cercle National d'Aoste, un club qui vise à étendre les avantages de la monarchie constitutionnelle. Malheureusement après 1849 Pie IX renonce à son ouverture libérale initiale et donne de gages aux réactionnaires. Félix Orsières qui est membre  de Institut historique de France à Paris, enseigne la Littérature française et en 1849 il est nommé responsable des études de la province d'Aoste.

### Conflit avec la hiérarchie ecclésiastique
L'année 1851 est cruciale pour le prêtre de Chambave. Cette année là il donne quatre publications, la première à Turin et les trois autres à Ivrée qui déterminent son destin 
Dans la première, « L'Evêque selon l'évangile », Orsières donne dans son interprétation du rôle d'un évêque en soulignant les caractéristiques essentielles à ses yeux.  La seconde « Le vrai curé », reprend les thèmes précédents sous l'angle des devoirs des curés des paroisses. Dans troisième, « Quelques observations ethnologiques », il exalte les aspects positifs des voyages et des contacts entre les diverses cultures. Ces ouvrages sont à l'origine d'une violente polémique avec le représentant de la hiérarchie ecclésiastique Léon-Clément Gérard, curé de La Salle porte parole des réactionnaires, soutenu rapidement par l'évêque André Jourdain et le vicaire général Jans. Devant voyager en dehors de la Vallée d'Aoste Félix Orsières demande par écrit à son évêque, comme le prévoit la règle, l'autorisation de célébré la messe en dehors du diocèse d'Aoste. Ce qui lui est refusé par André Jourdain. Félix Orsières répond immédiatement par la publication d'un quatrième libelle provocateur sous le  titre « De la révocation arbitraire des pouvoirs spirituels d'un ecclésiastique ».  
En 1851 ,l'évêque d'Aoste nomme une commission de prêtres présidée par le vicaire général Jans, qui est en fait un véritable tribunal ecclésiastique pour examiner le cas du prêtre rebelle En quelques mois ses écrits sont jugés comme comprenant  plusieurs propositions dangereuses, injurieuses au clergé, favorisant les hérétiques… et l'évêque Jourdain le 26 décembre 1851 les met à l'Index librorum prohibitorum: Nous défendons dans toute l'étendue de notre diocèse la lecture des livres cités ci-dessus.  Un relatif apaisement intervient au cours des deux années suivantes jusqu'à ce qu'en 1853  Félix Orsières publie à Turin son « Essai sur l'Éducation ». Dans cette brochure Orsières affermir rien de moins  que « ...Dieu veut que chacun soit libre de croire ou de ne pas croire… La liberté de conscience est un droit de l'homme... ». La même année il est rédacteur en chef avec le maire  d'Aoste Bruno Favre de l'hebdomadaire libéral soutenant la politique de Camillo Cavour Le Constitutionnel valdôtain. Les mots d'ordre de Félix Orsières: sur les écoles, la santé, les routes l'opposent à  l' évêque d'Aoste André Jourdain qui après la « 3e insurrection des Socques »  en décembre 1853 met le 22 septembre 1854  à Index dans son diocèse le  Constitutionnel valdôtain 
À cette époque Orsières, fait une dernière tentative de conciliation en écrivant au vicaire général Jans « Si l'autorité ecclésiastique consent à me rendre à mes fonctions sacerdotales, je m'engage à déposer ma plume (sacrifice immense pour moi). Mes paroles, sans rétracter mes principes politiques, seront désormais discrètes et à l'abri de toute répréhensibilité...Si, après toutes ces démarches, je n'obtenais pas gain de cause, je céderai à la force, je déposerai ma soutane et je vivrai en citoyen laïque dans cette ville ». Mais le 14 décembre 1854 un décret de la curie romaine condamne les cinq libelles et Félix Orsières constate que ce Pape dans lequel il avait mis ses  espoirs de renouveau considérait sa pensée comme contraire aux évangiles et hérétique. Menacé d'excommunication Félix Orsières doit se rétracter et signe son abjuration. L'Indépendant évoquant la lettre adressée par l'évêque aux curés et aux fidèles le 7 avril 1855 peut alors écrire:
« Mgr. L'évêque d'Aoste vient d'adresser une circulaire à MM. les curés du diocèse pour leur annoncer qu'il permet à M. le chanoine Martin-Félix Orsières de reprendre l'exercice de ses fonctions ecclésiastiques, attendu qu'il a fait dernièrement et sa soumission entière au décret de la Sainte Congrégation qui avait condamné un certain nombre de ses opuscules, et sa rétractation insérée dans la dite circulaire... ».

### Dernières années
En 1864 après neuf années de silence publie son ultime Essai sur le progrès où il écrit « Il fut un temps où...la faculté de penser, de raisonner, était un crime...la souveraineté du peuple, la liberté de conscience, la tolérance des cultes… étaient un blasphème...progrès! ô progrès! mot autrefois blasphématoire aux yeux du despotisme et de ses agents! je te salue, et je tressaille, en t'entendant, de toutes les facultés de mon âme! ». De 1867 à 1870 il est professeur de rhétorique scolastique du mandement d'Aoste et il meurt à Turin où il résidait désormais, le 30 mars 1870. En février 1871 il est nommé Chevalier de l'Ordre de la Couronne d'Italie.

### Œuvres
- Historique du Pays d'Aoste, 1839.
- Coup d'œil historique sur le Pays d'Aoste suivi d'une Théorie des Améliorations à introduire en cette provinces 1841.
- L'évêque selon l'Évangile, 1851.
- Le vrai curé, 1851.
- Quelques observations ethnologiques, 1851.
- De la révocation arbitraire des pouvoirs spirituels d'un ecclésiastique, 1851.
- Essai sur l'éducation, 1853.
- Essai sur le progrès, 1864.